# VV Alkmaar
Maillots
Actualités
Le VV Alkmaar était un club de football féminin des Pays-Bas basé à Alkmaar et fondé en 2017 après la dissolution du SC Telstar VVNH, il se retire en 2023 en cédant sa licence à l' AZ Alkmaar.

## Histoire
Le Sportclub Telstar Vrouwenvoetbal Noord-Holland ou SC Telstar VVNH est fondé en 2011 à Velsen, était la section féminine du SC Telstar. Ce club regroupe principalement des joueuses des clubs disparus de l'AZ Alkmaar et de Willem II. 
Le club évolue en Eredivisie, se classant troisième lors de l'édition 2011-2012. En 2012-2013 et en 2013-2014, le club évolue en BeNe Ligue.
Le 1er mars 2017, il est annoncé qu'à partir de la saison 2017-2018, l'ensemble de l'organisation de la première équipe va déménager à Alkmaar et continuera sous le nom de VV Alkmaar, le SC Telstar conserve une section féminine pour les jeunes et reviendra en Eredivisie pour la saison 2022-2023 sous le nom de VVK Telstar.
À la fin de la saison 2022-2023, le VV Alkmaar cède sa licence à AZ Alkmaar dans l'Eredivisie féminine.

## Saison par saison

### SC Telstar VVNH
| Saison    | Div.        | Class. | Pts | Joués | V  | N | D  | BP | BC | Coupe des Pays-Bas |
| 2011-2012 | Eredivisie  | 3e     | 27  | 18    | 8  | 3 | 7  | 39 | 42 | 1/4 finale         |
| 2012-2013 | BNL Orange¹ | 5e     | 18  | 14    | 5  | 3 | 6  | 21 | 17 |                    |
|           | BNL B²      | 1er    | 34  | 14    | 11 | 1 | 2  | 50 | 12 | 1/4 finale         |
| 2013-2014 | BNL         | 5e     | 43  | 26    | 13 | 4 | 9  | 53 | 33 | 1/4 finale         |
| 2016-2017 | Eredivisie  | 5e     | 22  | 21    | 6  | 4 | 11 | 42 | 52 | 1/4 finale         |

### VV Alkmaar
| Saison    | Div.       | Class. | Pts | Joués | V | N | D  | BP | BC | Coupe des Pays-Bas |
| 2017-2018 | Eredivisie | 7e     | 20  | 16    | 6 | 2 | 8  | 28 | 32 | 1/8 finale         |
| 2018-2019 | Eredivisie | 7e     | 20  | 16    | 6 | 2 | 8  | 24 | 40 | 1/8 finale         |
| 2019-2020 | Eredivisie | 6e     | 10  | 12    | 2 | 4 | 6  | 19 | 29 | 1/4 finale         |
| 2020-2021 | Eredivisie | 7e     | 9   | 14    | 2 | 3 | 9  | 15 | 41 | 1/4 finale         |
| 2021-2022 | Eredivisie | 8e     | 17  | 24    | 5 | 2 | 17 | 29 | 68 | 1/8 finale         |
| 2022-2023 | Eredivisie | 9e     | 12  | 20    | 3 | 3 | 14 | 11 | 55 | 1/4 finale         |
| 2023-2024 | Eredivisie | 9e     | 21  | 22    | 5 | 6 | 11 | 28 | 38 | 1/8 finale         |